# 呼和浩特天主教堂
呼和浩特耶稣圣心主教座堂是天主教绥远总教区的主教座堂，位于内蒙古自治区呼和浩特市回民区。
呼和浩特天主教堂建于1922-1924年，罗马式建筑风格，红色外墙，门窗为半圆拱形，十字平面。钟楼高30米。
2006年9月4日，呼和浩特天主教堂公布为第四批内蒙古自治区文物保护单位。2013年3月5日公布为第七批全国重点文物保护单位